# رجینالد بروکس کینگ
رجینالد بروکس کینگ (انگلیسی: Reginald Brooks-King; ۲۷ اوت ۱۸۶۱ – ۱۹ سپتامبر ۱۹۳۸) ورزشکار کریکت اهل بریتانیا بود.
وی در مسابقات کشوری و بین‌المللی در مجموع برندهٔ ۱ مدال نقره شده‌است.